# Kis-Pándzsa patak
A Kis-Pándzsa patak a Sokorói-dombságban, a Kisalföldön ered, Győr-Moson-Sopron vármegyében. A patak forrásától kezdve északnyugati irányban halad, majd Győr délkeleti határánál eléri a Malomsori-árkot.

## Part menti települések
- Nyúl
- Győrújbarát
- Győr